# Eduardo Gabriel dos Santos Bauermann
Eduardo Gabriel Dos Santos Bauermann, (Estância Velha, Rio Grande do Sul, Brasil, 13 de febrero de 1996) conocido como Eduardo, es un futbolista brasileño. Juega como defensa central y su equipo es el Club de Fútbol Pachuca de la Primera División de México.

## Selección nacional
Fue convocado para jugar el Sudamericano Sub-17 de 2013, su selección quedó tercera lo que le permitió clasificar al Mundial Sub-17 del mismo año, fue parte del plantel mundialista pero Brasil quedó eliminado en cuartos de final por penales ante México.

### Participaciones en Juveniles
| Competición                            | Sede                   | Resultado        | Partidos | Goles |
| -------------------------------------- | ---------------------- | ---------------- | -------- | ----- |
| Campeonato Sudamericano Sub-17 de 2013 | Argentina              | Tercer puesto    | 8        | 0     |
| Copa Mundial de Fútbol Sub-17 de 2013  | Emiratos Árabes Unidos | Cuartos de final | 5        | 0     |
| Campeonato Sudamericano Sub-20 de 2015 | Uruguay                | Fase final       | 4        | 0     |

## Estadísticas
Actualizado al último partido disputado 10 de noviembre de 2024.
| Club                           | Div.          | Temp.         | Liga | Liga | Estatal | Estatal | Copas nacionales | Copas nacionales | Torneos internacion. | Torneos internacion. | Total | Total |
| Club                           | Div.          | Temp.         | P    | G    | P       | G       | P                | G                | P                    | G                    | P     | G     |
| ------------------------------ | ------------- | ------------- | ---- | ---- | ------- | ------- | ---------------- | ---------------- | -------------------- | -------------------- | ----- | ----- |
| Inter de Porto Alegre · Brasil | 1.ª           | 2014          | 0    | 0    | 1       | 0       | 0                | 0                | 0                    | 0                    | 1     | 0     |
| Inter de Porto Alegre · Brasil | 1.ª           | 2015          | 4    | 1    | 0       | 0       | 0                | 0                | 0                    | 0                    | 4     | 1     |
| Inter de Porto Alegre · Brasil | 1.ª           | 2016          | 5    | 0    | 0       | 0       | 3                | 0                | 0                    | 0                    | 8     | 0     |
| Inter de Porto Alegre · Brasil | 1.ª           | 2017          | 0    | 0    | 2       | 0       | 0                | 0                | 0                    | 0                    | 2     | 0     |
| Inter de Porto Alegre · Brasil | Total club    | Total club    | 9    | 1    | 3       | 0       | 3                | 0                | 0                    | 0                    | 15    | 1     |
| Náutico · Brasil               | 2.ª           | 2016          | 16   | 1    | 0       | 0       | 0                | 0                | 0                    | 0                    | 16    | 1     |
| Náutico · Brasil               | Total club    | Total club    | 16   | 1    | 0       | 0       | 0                | 0                | 0                    | 0                    | 16    | 1     |
| Goianiense · Brasil            | 1.ª           | 2017          | 14   | 0    | 0       | 0       | 1                | 0                | 0                    | 0                    | 15    | 0     |
| Goianiense · Brasil            | Total club    | Total club    | 14   | 0    | 0       | 0       | 1                | 0                | 0                    | 0                    | 15    | 0     |
| Figueirense · Brasil           | 2.ª           | 2018          | 24   | 0    | 8       | 0       | 2                | 0                | 0                    | 0                    | 34    | 0     |
| Figueirense · Brasil           | Total club    | Total club    | 24   | 0    | 8       | 0       | 2                | 0                | 0                    | 0                    | 34    | 0     |
| Paraná Clube · Brasil          | 2.ª           | 2019          | 20   | 0    | 4       | 1       | 0                | 0                | 0                    | 0                    | 24    | 1     |
| Paraná Clube · Brasil          | Total club    | Total club    | 20   | 0    | 4       | 1       | 0                | 0                | 0                    | 0                    | 24    | 1     |
| América MG · Brasil            | 2.ª           | 2020-21       | 3    | 0    | 12      | 0       | 5                | 0                | 0                    | 0                    | 20    | 0     |
| América MG · Brasil            | 1.ª           | 2021          | 35   | 1    | 14      | 0       | 4                | 0                | 0                    | 0                    | 53    | 1     |
| América MG · Brasil            | Total club    | Total club    | 38   | 1    | 26      | 0       | 9                | 0                | 0                    | 0                    | 73    | 1     |
| Santos FC · Brasil             | 1.ª           | 2022          | 33   | 1    | 12      | 1       | 6                | 0                | 7                    | 0                    | 58    | 2     |
| Santos FC · Brasil             | 1.ª           | 2023          | 3    | 1    | 11      | 1       | 3                | 0                | 3                    | 1                    | 20    | 3     |
| Santos FC · Brasil             | Total club    | Total club    | 36   | 2    | 23      | 2       | 9                | 0                | 10                   | 1                    | 78    | 5     |
| Alanyaspor Turquía             | 1.ª           | 2024          | 0    | 0    | 0       | 0       | 0                | 0                | 0                    | 0                    | 0     | 0     |
| Alanyaspor Turquía             | Total club    | Total club    | 0    | 0    | 0       | 0       | 0                | 0                | 0                    | 0                    | 0     | 0     |
| Everton · Chile                | 1.ª           | 2024          | 15   | 1    | 0       | 0       | 3                | 0                | 0                    | 0                    | 18    | 1     |
| Everton · Chile                | Total club    | Total club    | 15   | 1    | 0       | 0       | 0                | 0                | 0                    | 0                    | 18    | 1     |
| Total carrera                  | Total carrera | Total carrera | 172  | 6    | 64      | 3       | 27               | 0                | 10                   | 1                    | 273   | 10    |